# Peninsula Ciukotsk

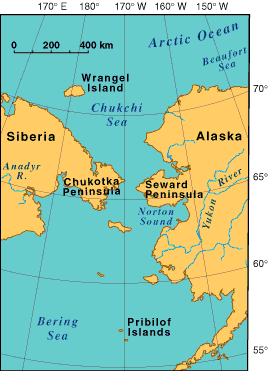
Harta Peninsulei Ciukotsk

Peninsula Ciukotsk (sau Ciukotka) este o peninsulă situată în extremitatea nord-estică a Rusiei și a continentului asiatic, traversată de Cercul Polar de Nord, limitată de marea Ciukotsk la nord, marea Bering la sud și strâmtoarea Bering la est. În nord-est se termină cu capul Dejnev, cel mai estic punct al Asiei. Peninsula face parte din districtul autonom Ciukotsk. Are o suprafață de 49 mii km2, relief muntos, climat polar, vegetație de tundră. Peninsula este numită după populația băștinașă, ciukcii, care trăiesc în principal în Peninsula Ciukotsk. Populația se ocupă cu  creșterea renilor și vânat.